# Дідо-дуб
Дідо-дуб - ботанічна пам'ятка природи місцевого значення. 
Обхват 9,1 м. Висота понад 30 м. Вік 1100–1200 років. Росте на пагорбі біля церкви в с. Стужиця (Великоберезнянський район, Закарпатська область). Про Дідо-дуба є кілька місцевих легенд. За однією з них, дуб виріс з жолудя, який заніс сюди величезний вепр. За іншою легендою, у колишні часи під дубом збиралися розбійники і ділили награбоване добро. За третьою легендою, дуб посадила давним-давно одна людина в пам'ять про односельців, загиблих від епідемії чуми. У дерева є дупла, потребує лікування. Має охоронний знак і огорожу. Заповіданий.

## Ресурси Інтернету
фільм "СТУЖИЦЬКА ПРЕМ'ЄРА / STUŽYCKA PREMIERE", реж. Андрій Михайлик https://www.youtube.com/watch?v=ksbM2vLXtuI [Архівовано 11 березня 2016 у Wayback Machine.]

## Виноски
1. ↑   Шнайдер С. Л., Борейко В. Е., Стеценко Н. Ф. 500 выдающихся деревьев Украины. — К.: КЭКЦ, 2011. — 203 с.